# Barraute-Camu
Barraute-Camu is een gemeente in het Franse departement Pyrénées-Atlantiques (regio Nouvelle-Aquitaine) en telt 164 inwoners (1999). De plaats maakt deel uit van het arrondissement Oloron-Sainte-Marie.

## Geografie
De oppervlakte van Barraute-Camu bedraagt 3,9 km², de bevolkingsdichtheid is 42,1 inwoners per km².
De onderstaande kaart toont de ligging van Barraute-Camu met de belangrijkste infrastructuur en aangrenzende gemeenten.

## Demografie
Nevenstaande figuur toont het verloop van het inwonertal (bron: INSEE-tellingen).